# Delta 4000

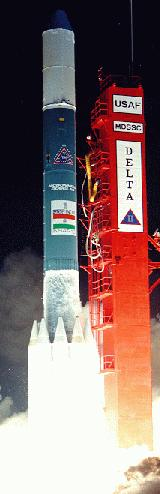
Foguete Delta 4925

Delta 4000 foi uma série de foguetes espaciais dos estadunidense que prestou serviço no final da década de 1980. A série 4000 é composta por um único modelo, o Delta 4925, segundo o sistema de numeração seguido pela família de foguetes Delta.

## Características
O Delta 4925 usava nove foguetes aceleradores de propelente sólido Castor 4A, mais potentes que os aceleradores das versões anteriores de foguetes Delta. O primeiro estágio usava um motor RS-27, enquanto que o segundo usava um motor AJ10-118K. Como terceiro estágio usava um estágio de propelente sólido PAM-D com um motor Star 48B.

## Histórico de lançamentos

### Delta 4925
| Voo   | Data                 | Plataforma de lançamento            | Carga        | Resultado | Notas                        |
| ----- | -------------------- | ----------------------------------- | ------------ | --------- | ---------------------------- |
| D-187 | 27 de agosto de 1989 | Plataforma LC-17B do Cabo Canaveral | Marco Polo 1 | Êxito     | Primeiro voo.                |
| D-196 | 12 de junho de 1990  | Plataforma LC-17B do Cabo Canaveral | INSAT-1D     | Êxito     | Último voo de um Delta 4925. |